# Uruguai nos Jogos Olímpicos de Verão de 1972
O Uruguai participou dos Jogos Olímpicos de Verão de 1972 na cidade de Munique, na então Alemanha Ocidental. Nesta edição o país não teve medalhistas